# Theretra gortys
Theretra gortys är en fjärilsart som beskrevs av Jacob Hübner 1822. Theretra gortys ingår i släktet Theretra och familjen svärmare. Inga underarter finns listade i Catalogue of Life.